# مزرعة تخصيب
إن مزرعة التخصيب هي مستنبت له مميزات خاصة ومعلومة تفضل نمو ميكروب معين. تدعم بيئة مزرعة التخصيب نمو الميكروبات المنتقاة بينما تمنع نمو البعض الآخر. لخص لورانس باس باكينج (Lourens Bass Becking) بدقة مزرعة التخصيب عندما قال «البيئة تنتقي كل شيء في أي مكان».
يرجع الفضل لعالم الأحياء الدقيقة (وعالم النبات) مارتينيوس بيجيرينك (Martinus Beijerinck) في تطوير أول مزرعة تخصيب. Sergei Winogradsky بجانب تجاربه على البكتريا مستخدمًا المزارع المختلفة.

## أمثلة
يحدد التركيز الشديد للملح كيفية انتقاء الميكروبات أليفة الملح. وتحدد درجة الحرارة المرتفعة كيفية انتقاء الميكروبات الأليفة للحرارة.
يُستخدم مرق السيلينيت لعزل أنواع السامولينا بطريقة انتقائية. تُستخدم مياه البيبتون القلوية لزراعة الضمة تتعلق تلك الأمثلة بعلم الأحياء المجهرية السريري المتعلق بعينات البراز.